# Comedor

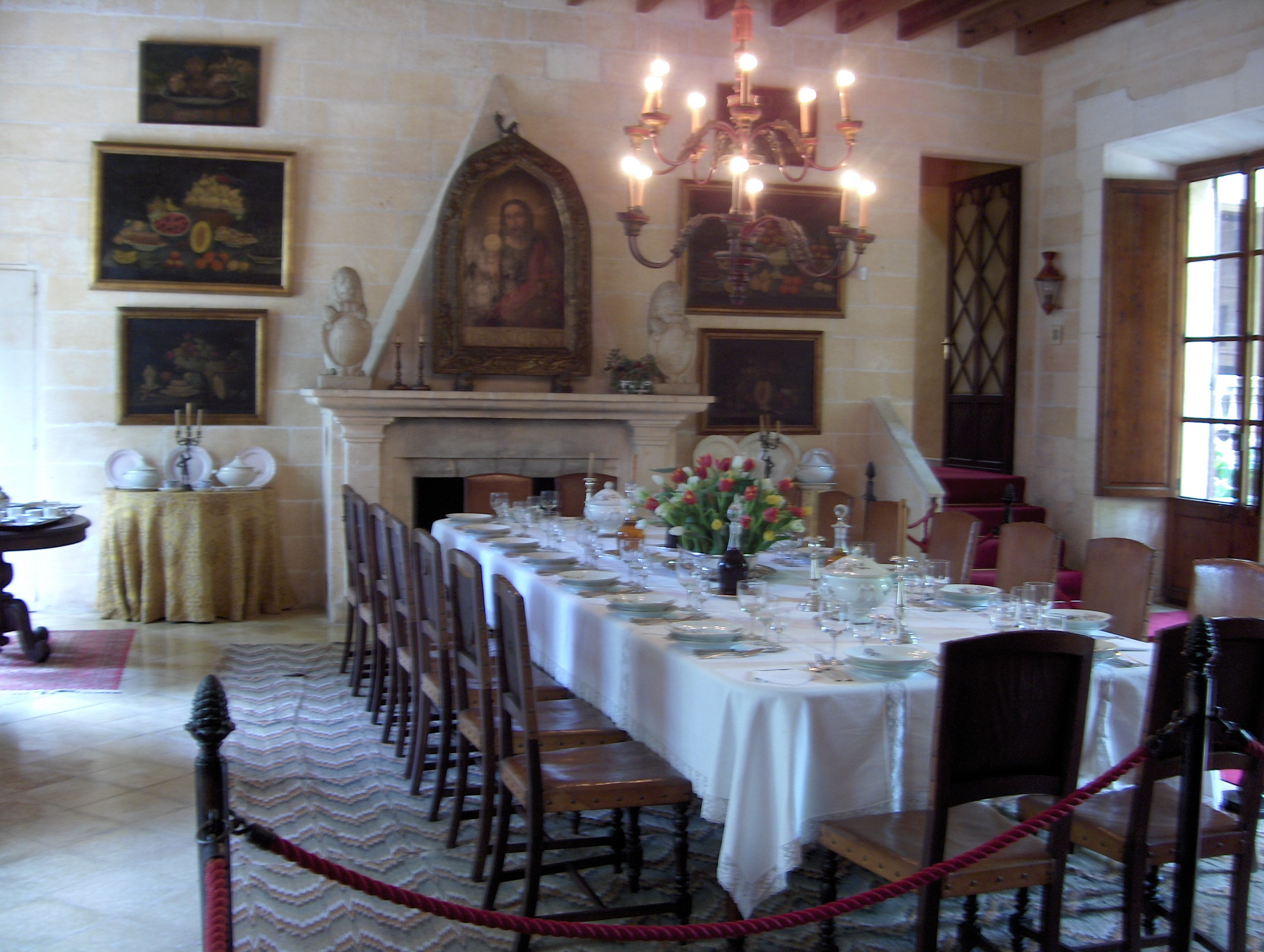
Comedor señorial.

El comedor designa un espacio o lugar en el cual las personas se reúnen para ingerir alimentos, ya sea desayuno, comida, cena o refrigerio. Puede haber uno o varios comedores en una casa, edificio, empresa, hotel, oficina o escuela. Dependiendo del lugar, del servicio y de los productos que ofrezca el comedor puede cambiar de nombre: restaurante o cafetería, pero cumple la misma finalidad. 
El comedor es una ampliación de la cocina y por lo general se encuentra cerca de esta, con la finalidad de atender bien a los comensales, y de llevar y traer sin dificultad los enseres necesarios para la ingesta de alimentos: platos, cubiertos, manteles, cacerolas con comida, jarras, servilletas, etc. En ocasiones, para aprovechar el espacio, la cocina y el comedor se encuentran en un mismo sitio.
Asimismo, según el inmueble en el cual se encuentre el comedor, este puede ser amplio o reducido, y contar con una o varias mesas de comedor de diseño y sillas en donde se sientan los comensales; así como con un equipamiento (cocina, utensilios, muebles, ventilación, etc.,) y personal (meseros, cocineros, etc.) especializado que atienda las necesidades alimenticias de las personas que frecuenten el comedor.
El comedor no solo es un espacio, los muebles que lo conforman son de hecho lo que conocemos como comedor: una mesa, y al menos una silla. En general, cualquier espacio en donde se pueda comer sobre muebles que puedan hacer la función como mesas y sillas puede llamarse comedor también. Otros muebles complementarios del comedor son un trinchador, bufetero o bufetera, es decir, un mueble normalmente con cajones, puertas y compartimentos en donde por lo general se guardan manteles, vajillas, cubiertos, etc. Y una vitrina en donde lucen a la vista objetos decorativos como jarrones o platos. El resto del espacio del comedor puede decorarse con cuadros pictóricos, cortinas, tapices, alfombras, luces, etc.
El material con que están hechos los muebles para un comedor es variado y depende también del tipo de lugar: hotel, escuela, oficina, etc.: madera, plástico, poliuretano, metal, mimbre, ratán. Estos materiales permiten colocarlos al aire libre o en un lugar cerrado. La decoración de los muebles y el color también depende del lugar, del gusto y la finalidad del comedor. Pero, por lo general, debe crear un ambiente acogedor y, sobre todo, cómodo y funcional.

## Historia
En la Edad Media y hasta finales del siglo XVIII, se instalaban mesas provisionales y desmontables donde se recibía a los invitados, mediante bandejas colocadas sobre caballetes, de ahí la expresión "dresser la table". En el siglo XVIII, la mesa real se seguía poniendo (en la antecámara de la reina, por ejemplo), con el servicio francés (platos expuestos todos a la vez en una gran mesa donde los invitados acuden a servirse). Normalmente, entre los nobles, las comidas se realizaban en las antecámaras o gabinetes, mientras que el resto de la población comía en el campo, en la cocina o junto al fuego en la sala común. A partir del siglo XVIII, en las ciudades, donde antes la burguesía comía en el dormitorio o en la sala principal, se trasladó la cocina al piso superior y se dedicó una sala de ceremonias a las comidas.
En la Edad Media, las clases altas y la nobleza europea en castillos o grandes casas señoriales cenaban en el gran salón. Se trataba de una gran sala multifuncional con capacidad para acoger a la mayor parte de la población de la casa. La familia se sentaba en la mesa principal sobre un estrado elevado, con el resto de la población dispuesta en orden de rango decreciente lejos de ellos. Las mesas del gran salón suelen ser largas mesas de caballete con bancos. El gran número de personas en un Gran Salón significaba que probablemente habría tenido un ambiente ajetreado y bullicioso. Las sugerencias de que también habría sido bastante maloliente y humeante son probablemente, para los estándares de la época, infundadas. Estas salas tenían grandes chimeneas y techos altos, y el aire circulaba libremente por las numerosas puertas y ventanas.
A finales del siglo XVIII, la mesa se convirtió en un mueble permanente en la sala, en lugar de desmontarse para dejar un lugar de paso después del evento. También se estableció todo un arte de la mesa, que fue pasando de las casas nobles a los estratos cada vez más modestos de la burguesía.
Es cierto que los propietarios de este tipo de inmuebles empezaron a desarrollar un gusto por las reuniones más íntimas en "parlers" o "privee parlers" más pequeños, alejados del salón principal, pero se cree que esto se debe tanto a los cambios políticos y sociales como a la mayor comodidad que ofrecen estas salas. Con el tiempo, la nobleza comía más en el salón y el salón se convirtió, funcionalmente, en un comedor (o se dividió en dos habitaciones separadas). También se alejó del Gran Salón, al que a menudo se accedía a través de grandes escaleras ceremoniales desde el estrado del Gran Salón. Con el tiempo, cenar en el Gran Salón se convirtió en algo que se hacía principalmente en ocasiones especiales.
Hacia principios del siglo XVIII, surgió un modelo en el que las damas de la casa se retiraban después de la cena del comedor al salón. Los caballeros se quedaban en el comedor tomando bebidas. De este modo, el comedor tendía a adquirir un cariz más masculino.
En Francia, el comedor no se generalizó realmente hasta el siglo XIX, con el uso del servicio a la rusa (platos presentados uno a uno e individualmente) que se desarrolló en los círculos ricos y burgueses. Normalmente separada de la sala de estar por la entrada, esta sala de espectáculos se hizo más común. Alrededor de una mesa rodeada de sillas, hay un bufé, vitrinas con cubiertos, porcelana o chucherías, rodeadas de paredes decoradas con cuadros y pesadas cortinas. Los invitados de las casas más ricas se trasladaban al salón o a la sala de fumadores en cuanto terminaba la comida. Los hogares más modestos hacían de ella el corazón de la casa y, una vez terminada la comida, la mesa era utilizada por la familia para las labores de aguja, así como para la lectura bajo la luz del techo, mientras que el salón era cuidadosamente protegido de la luz y el polvo fuera de las recepciones. 
En las décadas de 1930 y 1940, los comedores continuaron separados de las cocinas, incluso cuando los cuartos de los criados se hicieron menos comunes en las casas de clase media. En los años 50 y 60, las zonas de comedor y cocina se fusionaron, y los salones se unieron con las cocinas-comedores.
Durante la pandemia del COVID-19, los comedores que aún existían se utilizaban como oficinas o aulas en casa y eran valiosos por su aislamiento.

## Uso contemporáneo
Un comedor típico occidental contendrá una mesa con sillas dispuestas a lo largo de los lados y extremos de la mesa, así como otros muebles como aparadores y vitrinas, según lo permita el espacio. A menudo, las mesas de los comedores modernos tienen una hoja extraíble para permitir la presencia de un mayor número de personas en esas ocasiones especiales sin ocupar espacio extra cuando no se utilizan. Aunque la experiencia «típica» de comer en familia es en una mesa de madera o en algún tipo de cocina, algunos optan por hacer sus comedores más cómodos utilizando sofás o sillas confortables.
En los hogares modernos occidentales, el comedor suele estar adyacente al salón, utilizándose cada vez más sólo para cenas formales con invitados o en ocasiones especiales. Para las comidas informales diarias, la mayoría de las casas de tamaño medio y más grandes tendrán un espacio adyacente a la cocina donde se pueden colocar la mesa y las sillas, los espacios más grandes a menudo se conocen como dinette mientras que uno más pequeño se llama desayunador. Las casas más pequeñas y los condominios pueden tener una barra de desayuno en su lugar, a menudo de una altura diferente a la de la encimera de la cocina regular (ya sea levantada para taburetes o bajada para sillas). Si una casa carece de comedor, desayunador o barra de desayuno, la cocina o la sala de estar se utilizarán para comer a diario.
En el Reino Unido, muchas familias utilizan tradicionalmente el comedor sólo los domingos, comiendo el resto de las comidas en la cocina.
En Australia, el uso del comedor sigue siendo frecuente, aunque no forma parte esencial del diseño de las casas modernas. Para la mayoría, se considera un espacio para ocasiones formales o celebraciones. Los hogares más pequeños pueden utilizar una barra de desayuno o una mesa situada dentro de los confines de una cocina o sala de estar para las comidas.

### Iluminación en el comedor

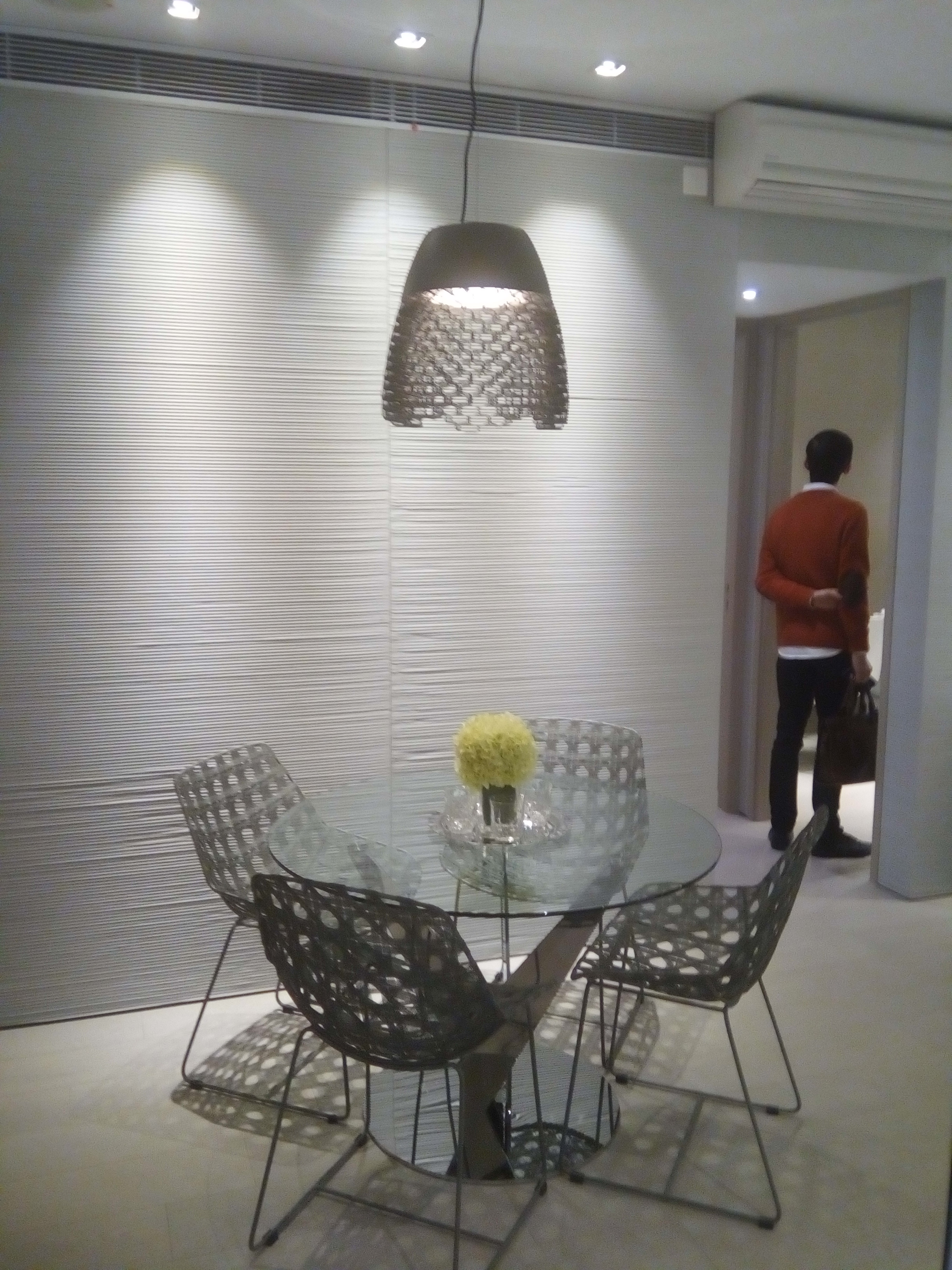
Iliminación adecuada en un comedor.

En el comedor la luz juega un papel muy importante porque crea el ambiente deseado. La fuente de luz debe estar encima de la mesa del comedor. La lámpara debe colocarse de manera que cuelgue a unos 70 cm de la superficie de la mesa, para que la luz no deslumbre a las personas sentadas a la mesa. La solución más común es una lámpara de techo que cuelga encima del centro de la mesa. Un anillo de luz que cae desde arriba separa la zona de comida del espacio circundante. Una solución alternativa, que dará el mismo efecto pero un ambiente más íntimo, son una o dos lámparas de pie colocadas detrás de la fila de sillas.
Si no hay suficiente luz natural en el comedor, o el espacio es pequeño, el problema se puede solucionar instalando espejos de pared que reflejen la luz y creen la ilusión de un espacio más grande.

## Comedor de hotel y restaurante

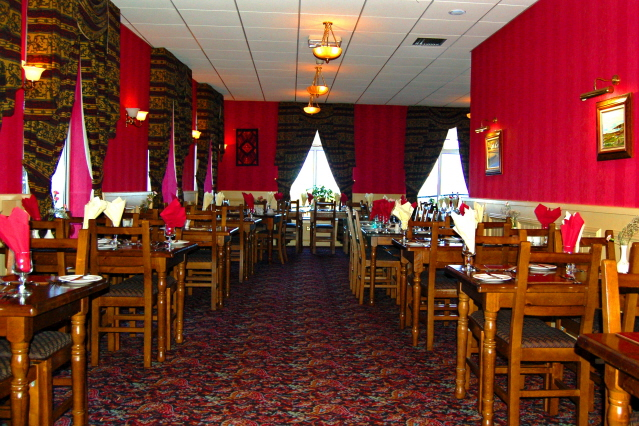
Comedor de hotel.

Según varios criterios, el tipo y el método de servicio, los hoteles se clasifican en hoteles de categoría inferior y superior. Estas categorías están marcadas con estrellas (1-5). La cantidad de estrellas que tendrá un hotel depende de muchos factores, entre ellos: apariencia externa de las instalaciones, calidad del servicio, higiene, calidad de los alimentos, instalaciones adicionales y otros. La estandarización hotelera (European Hotelstar Union) debería haberse introducido a nivel de la Unión Europea, lo que sería aceptado en todos los estados miembros. Sin embargo, aunque fue creado un sistema el mismo no es obligatorio, sirve sólo como guía, y está basado en el sistema alemán que tuvo una gran influencia en la clasificación de los hoteles de Centro Europa. Según esta categorización, todos los hoteles (incluidos los de categorías más bajas que no tienen por qué tener restaurante) deben disponer de un comedor donde se sirva el desayuno.
El comedor, ya sea formal o informal, es la estancia más importante de un restaurante. El diseño de esta sala juega un papel importante en el ambiente general del restaurante. Además de mesas y sillas, este espacio está equipado con otros contenidos, algunos de los cuales conviene ocultar a los ojos de los visitantes. El tipo de mesas y sillas depende principalmente del tamaño de la habitación. Las mesas fijas ahorran espacio, pero las clásicas son más adecuadas en caso de que sea necesario montarlas para una empresa más grande. Es bueno mantener los muebles lo más simples posible, porque los adornos en relieve de las mesas y sillas retienen restos de comida, grasas e impurezas similares, lo que requiere mayor cuidado en el mantenimiento. Lo mismo ocurre con las telas que se pueden utilizar para cubrir asientos y respaldos de sillas.
El diseño del restaurante debe representar un equilibrio entre el confort y la capacidad máxima de comensales. Una parte clave del comedor de cualquier restaurante bien planificado es tener un cuarto de servicio para los accesorios, al que el personal debe acceder fácilmente pero que debe estar oculto a la vista de los invitados. En esta sala debe haber una máquina de café, platos, vasos, tazas y cubiertos adicionales, servilletas y especias. Lea la descripción completa de lo que está esperando en la estación de espera, incluido el sistema POS (Punto de venta). Otro elemento necesario en el comedor de un restaurante u hotel es el mostrador del personal, donde, entre otras cosas, se encuentra la caja registradora. Otro elemento que puede ubicarse en el propio comedor o justo al lado de éste es la barra del restaurante.

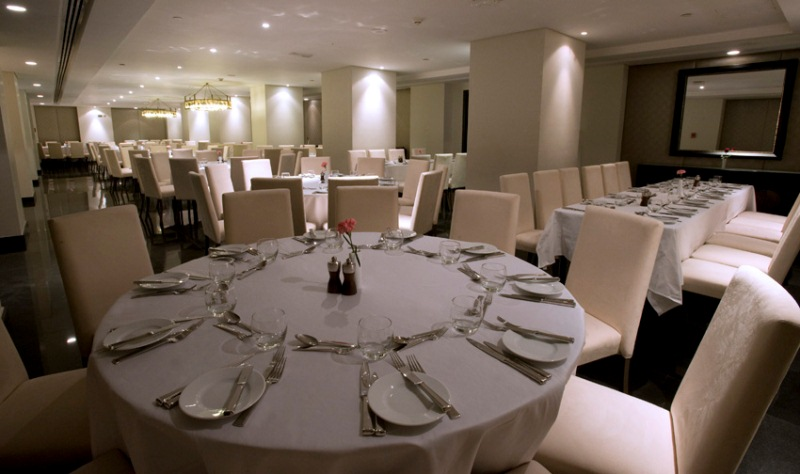
Comedor - salón de banquetes. Hotel Shaza Al Madina, Medina

### Muebles de comedor de restaurante u hotel
El mobiliario del comedor de un hotel o restaurante suele consistir en mesas, sillas, una barra y una vinoteca. Las superficies de trabajo de la barra suelen ser de vidrio, madera o piedra de alta calidad. Los muebles deben ser estilísticamente uniformes y la decoración debe estar adaptada para ello. Las mesas suelen ser rectangulares o redondas, y también pueden incluir aquellas que se puedan ampliar fácilmente en caso de necesidad. Las sillas deben combinarse de manera adecuada con las mesas.

## Tipos

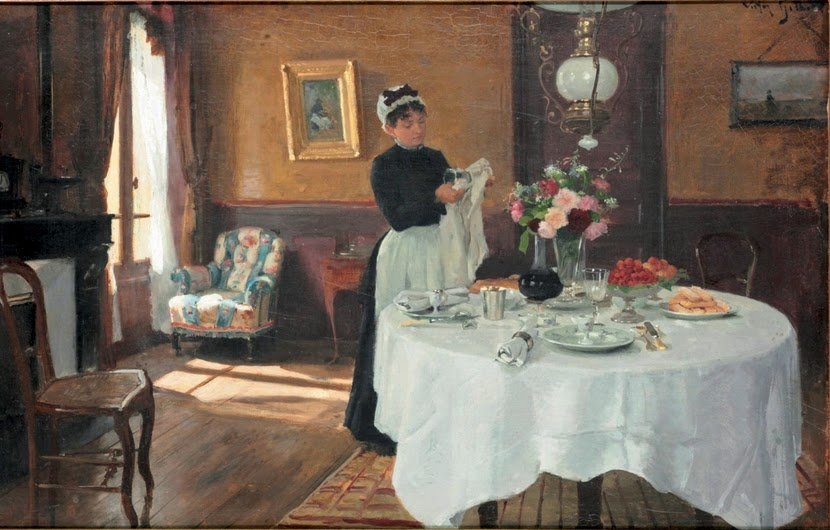
Comedor doméstico, con una mujer disponiendo la mesa, pintura del pintor francés Victor Gabriel Gilbert (1847–1933)
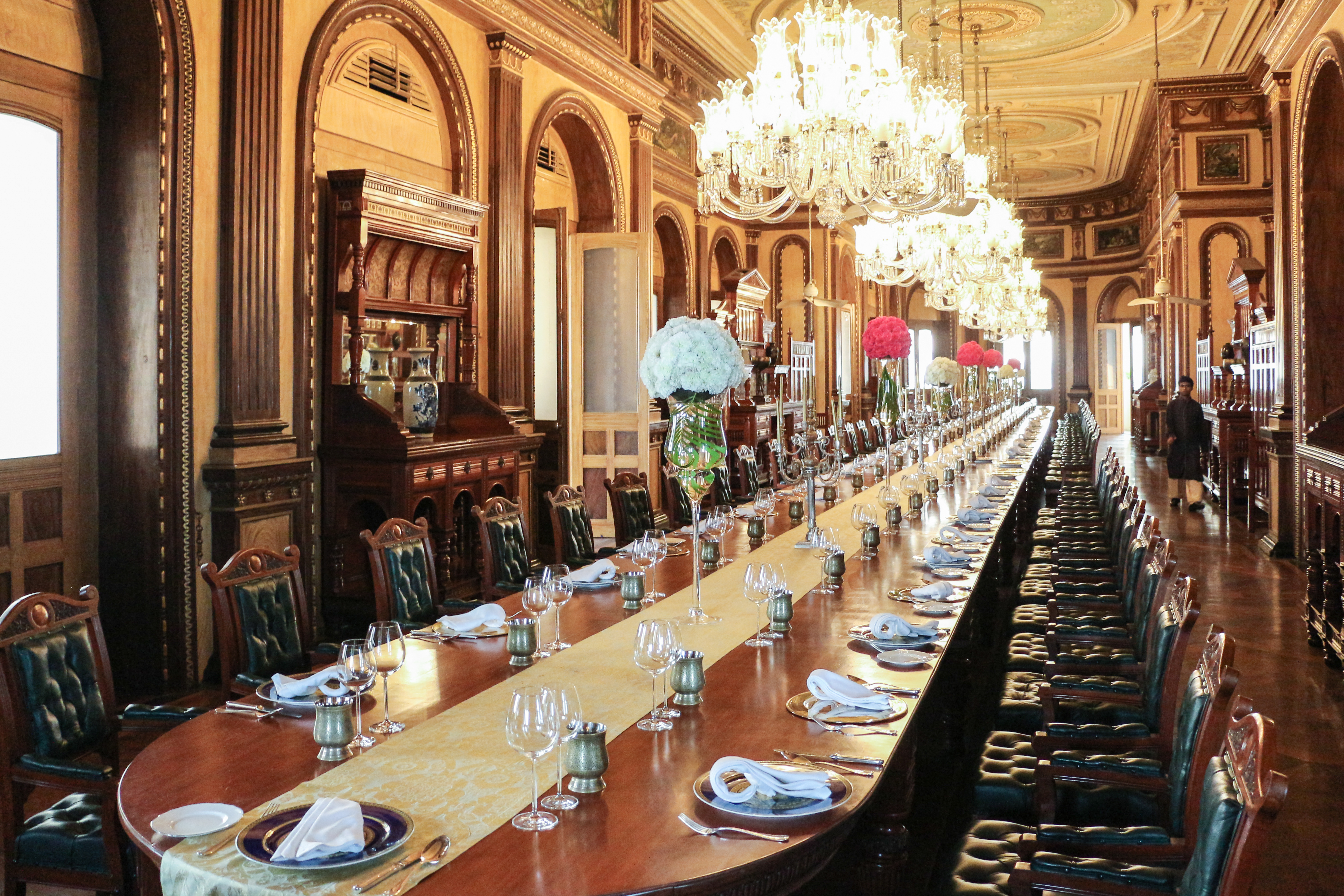
Lujoso comedor en el palacio de Falaknuma en India
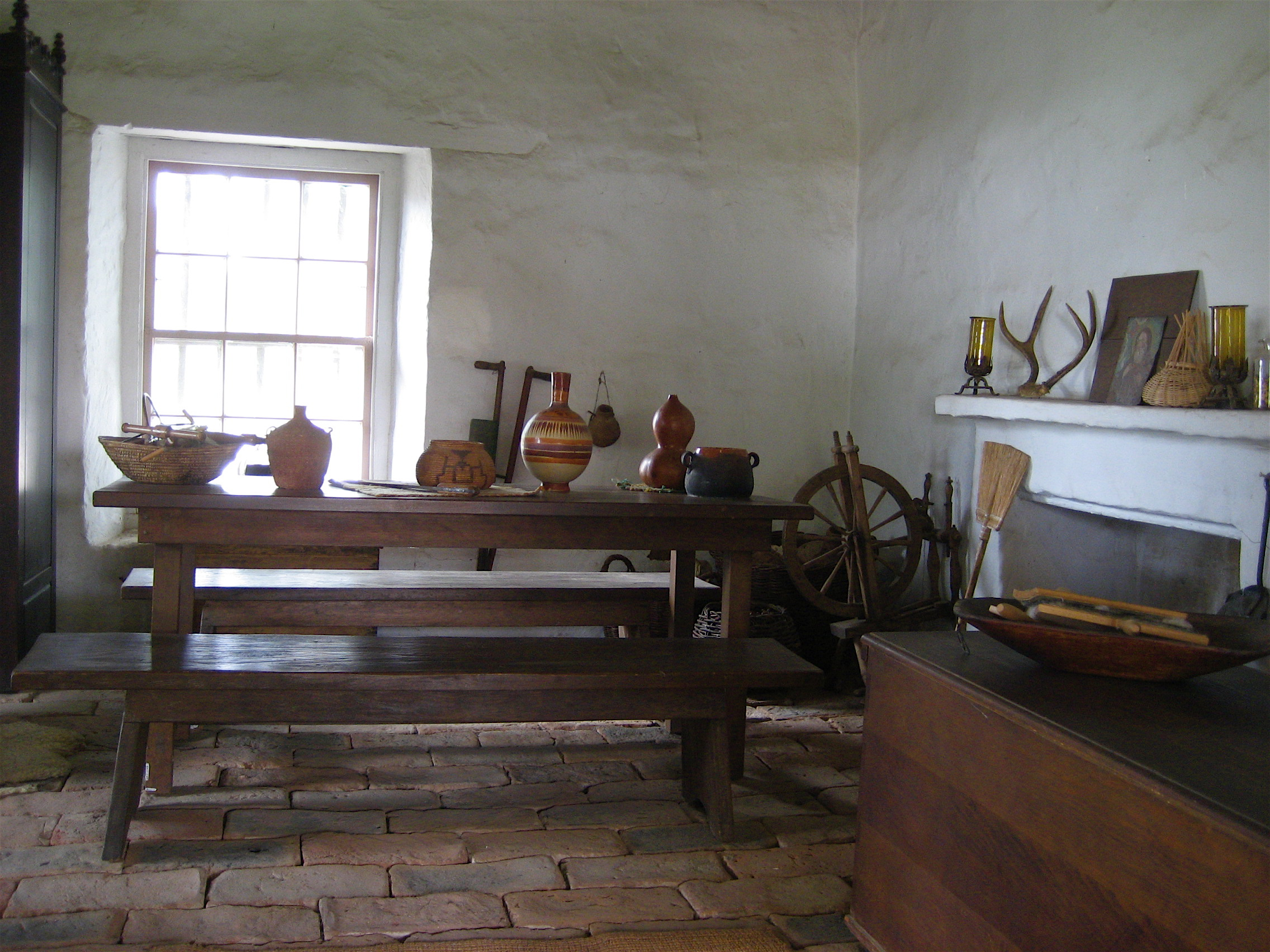
Comedor de servicio en la casa de Estudillo, San Diego, California, EE.UU.
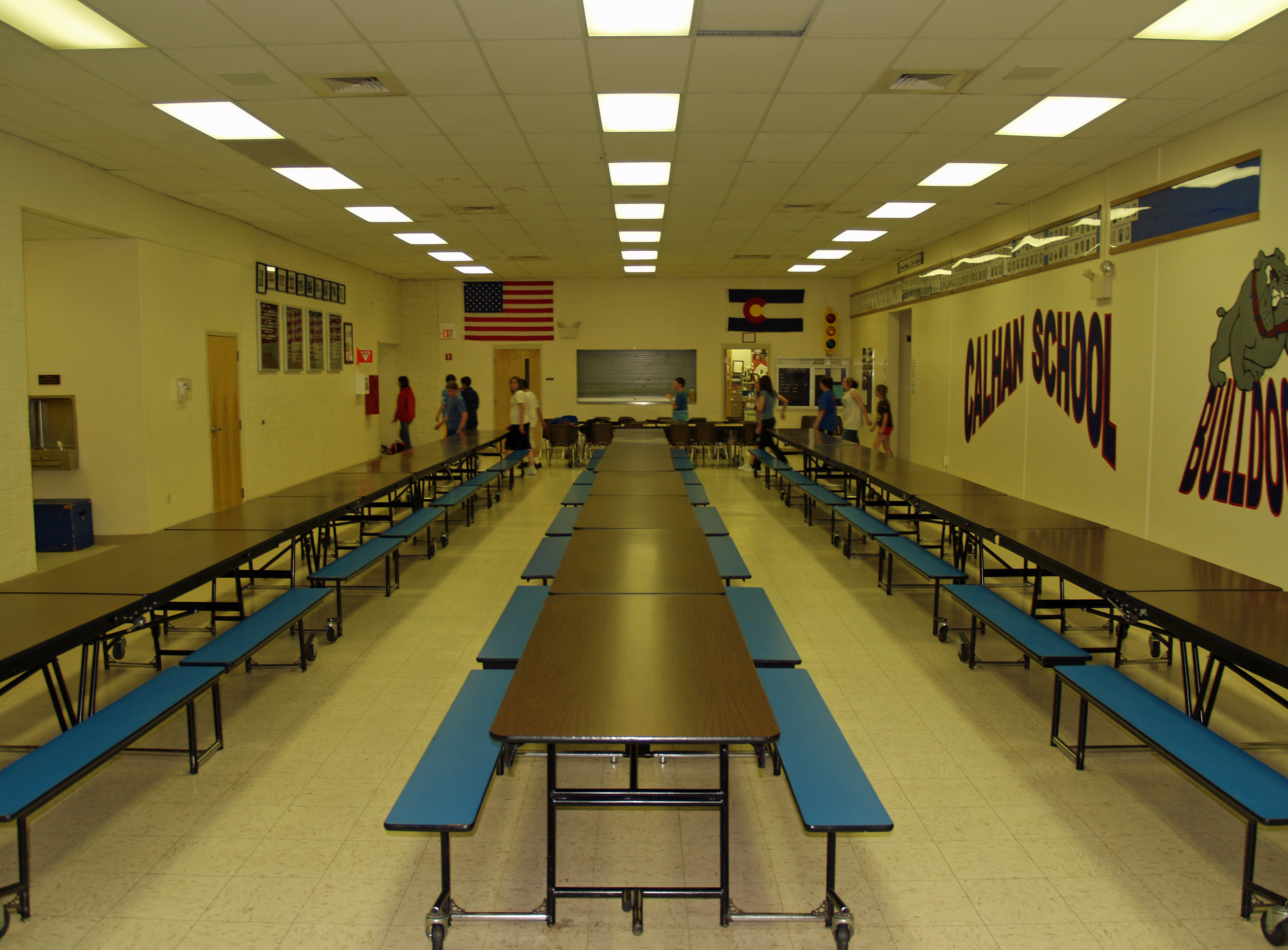
Comedor en un instituto americano (Calhan, Colorado, 2008)
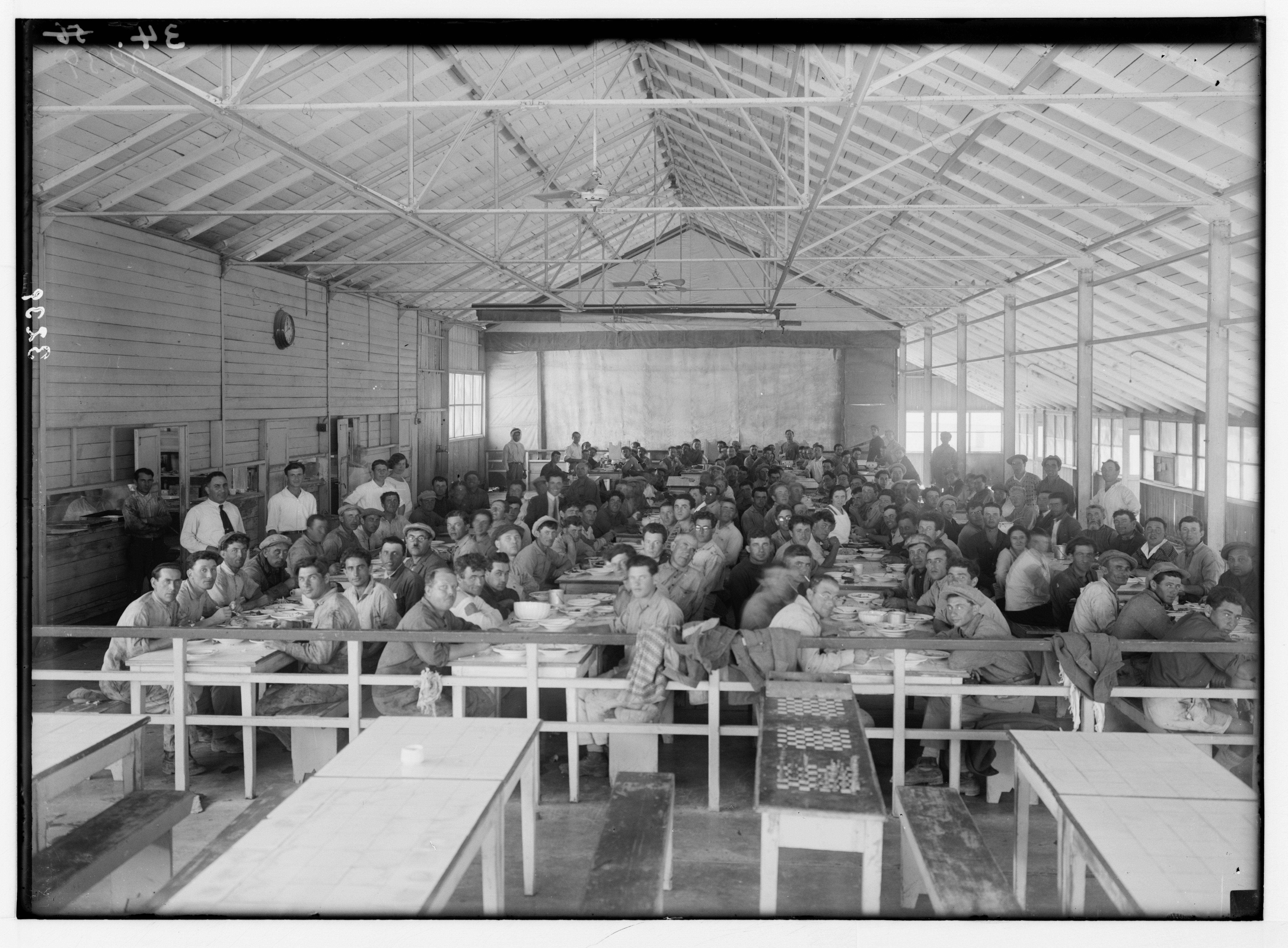
Comedor para empleados de una planta eléctrica (Palestine Electric Corporation, Palestina, 1927-1933)
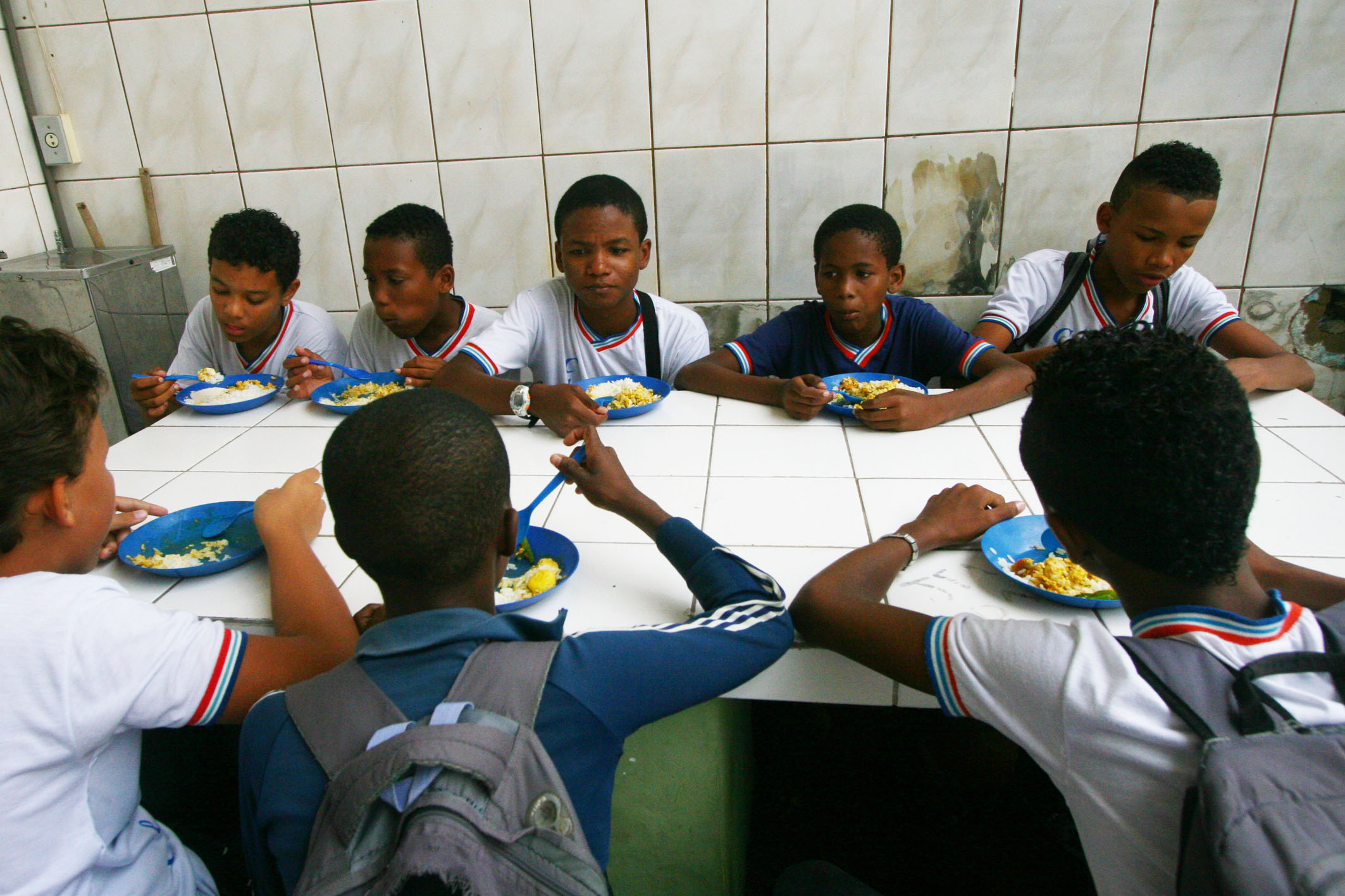
Comedor infantil en una escuela, Centro Educacional Carneiro Ribeiro, Brasil
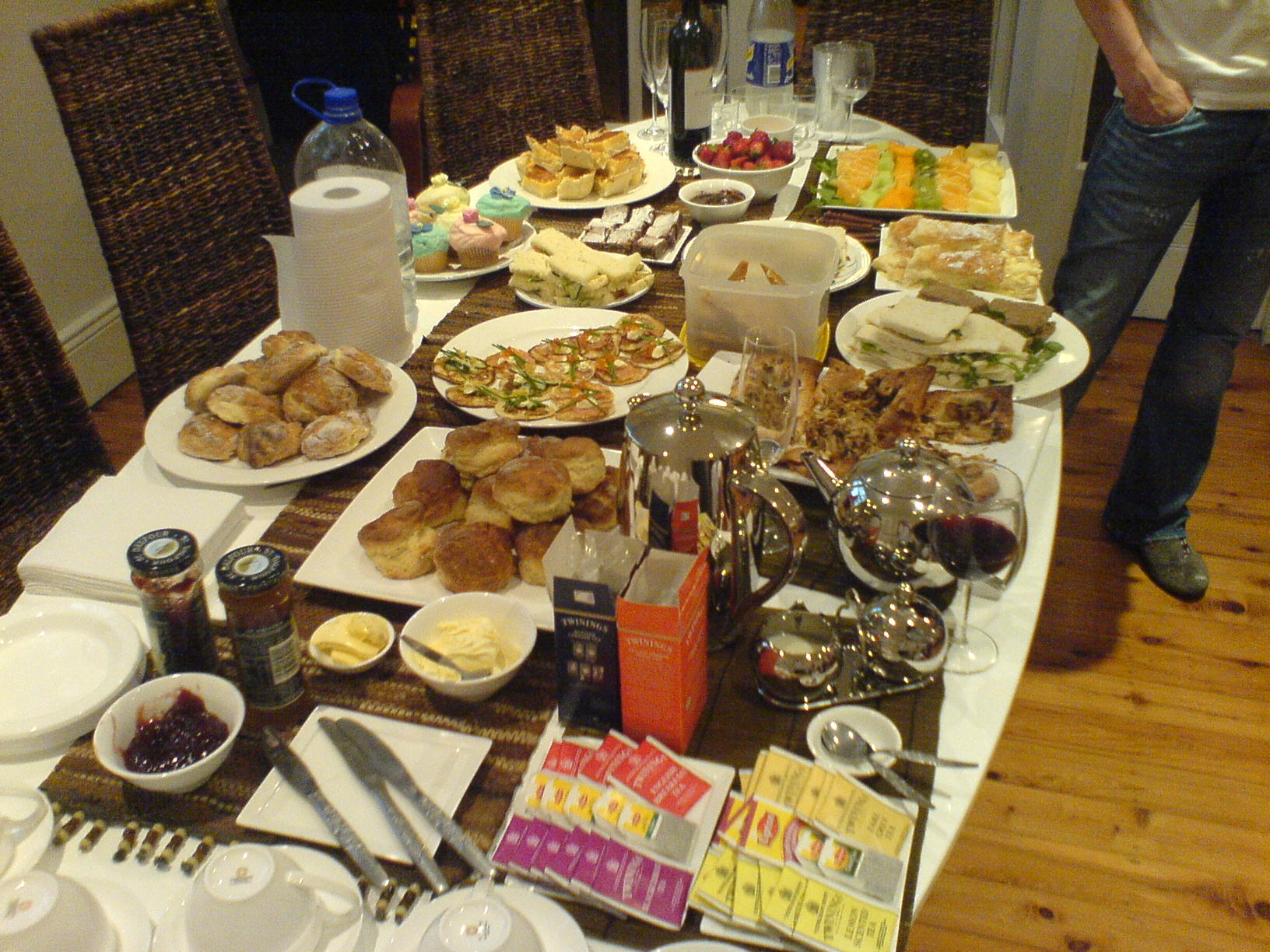
Un bufet sueco, smörgåsbord